# Milutin Velimirović
Milutin Velimirović (Pirot, 1893 – Beograd, 1973) bio je srpski lekar, književnik, putopisac, feljtonista, istoričar medicine, poliglota,  prevodilac, humanista, ratnik i senator. Kao putopisac proputovao je veliki broj zemalja od Kine, Mongolije i Japana, do Švedske i Norveške, stekavši ogromno iskustvo i znanje koje je potom pretočio u svoja putopisna dela, memoarskе tekstovе, četiri romana sa tematikom rata i njegov angažman u Udruženju nosilaca Albanske spomenice.

## Život i rad
Rođen je  1893. godine u Pirotu kao osmo od ukupno jedanaestoro dece prote Miloša poreklom sa severa današnje Crne Gore, iz Vasojevića (koji se bavio pisanjem etnografskih istorijskih radova) i majke Jelene  Morotvanski, rođene u Beogradu (koja je po roditeljima vodila poreklo iz Banata).  U rodnom gradu  završio je osnovnu školu i šest razreda gimnazije. Gimnazijsko školovanje, VII i VIII razred završio je u Četvrtoj muškoj gimnaziji u Beogradu.
Stariji brat Milorad Velimirović koji je završio medicinu u Rusiji, i na koga je Milutin bio jako ponosan, takođe je uticao na izbor njegove profesije.
Studije medicine započeo je 1912. u Moskvi,  pod uticajem starijeg brata Milorada koji je završio medicinu u Rusiji, ali ih je 1914. godine prekinuo, nakon austrougarske objave rata Srbiji. Umesto da posle završenih ispita  preko leta  krene na Kavkaz u jednu banju gde ga je zvao jedan od univerzitetskih profesora (Zikov), da mu bude pomoćnik, Milutin se opredelio da krene put Srbije da bi dobrovoljno stupio u vojsku kao lekarski pomoćnik, najpre u Kladovu, a zatim u rezervnoj vojnoj bolnici u Pirotu u kojoj je radio do maja 1915. godine.
Juna 1915. Milutin je prešao na rad u II nišku rezervnu bolnicu sa kojom je krenuo u povlačenje po otpočinjanju ofanzive Centralnih sila 1915. Kada je u Prizrenu II niška rezervna bolnica rasformirana, prekomandovan je u III pešadijski puk Moravske divizije prvog poziva, sa kojim je prošao Albansku golgotu.
Tokom boravka u Grčkoj, kao dobar poznavalac ruskog jezika, određen je na Krfu za člana vojne misije koja je nakon izvršenih priprema, marta 1916. upućena u Rusiju radi formiranja Srpske dobrovoljačke divizije. Kao medicinar učestvovao je u borbama koje je ta divizija vodila u Dobrudži 1916.
Januara 1917. vratio se iz Dobrudže u Moskvu i nastavio studije na Medicinskom fakultetu, koje je ponovo prekinuo nakon revolucionarnih događaja u Rusiji iste godine. Moskvu je napustio marta 1918. sa namerom da preko Sibira i Vladivostoka dođe do Solunskog fronta, što mu u složenim ratnim okolnostima nije uspelo.
U narednom periodu, do konačnog povratka u Srbiju, vreme je proveo na dalekom istoku, gde je radio u Kini i Mongoliji kao kontrolor u jednoj rusko-kineskoj ekspediciji. Tek u leto 1919. preko Šangaja i Carigrada vratio se u Beograd.
Kao državni stipendista 1919. godine, upućen je u Prag gde je 1921. završio studije medicine. Nakon završetka studija i povratka u Kraljevinu Jugoslaviju zaposlio se u Knjaževcu, u kome je radio i živeo narednih 14 godina, prvo kao sreski lekar, a zatim i upravnik bolnice. Za vreme boravka u Knjaževcu nastavio je da se bavi pored humanitarnih, dobrotvornim i književnim radom. Učestvovao je u radu dobrotvornih društava, bio je starešina Sokolskog društva i desetak godina predsednik Udruženja rezervnih oficira i ratnika.
Za banskog većnika izabran je 1931. godine, da bi potom iz Knjaževca 1935. bio premešten u Niš, u kome je kratko vreme obavljao dužnost savetnika sanitetskog odeljenja Moravske banovine. Zatim je tri meseca obavljao dužnost upravnika bolnice u Ćupriji, a potom i dužnost upravnika građanske bolnice u Jagodini gde je radio narednih deset godina. U februaru 1939. izabran je za senatora.
Za vreme Drugog svetskog rata radio je u jagodinskoj bolnici, gde je teže ranjen u grudi nakon jednog noćnog razbojničkog napada  na bolnicu.
Nakon završetka Drugog svetskog rata 1945. godine kraći period radio je kao šef odseka u Ministarstvu zdravlja Narodne Republike Srbije. Ubrzo mu je uslišena molba da se vrati radu sa pacijentima, te je premešten na grudno odeljenje Gradske bolnici na Zvezdari, u kojoj je 1955. godine penzionisan.
Deo penzionerskih dana posvetio je književnom radu.
Preminuo je 1973. godine u Beogradu u 81 godini života.

## Delo
Kao putopisac ostaće zapamćen zbog objavljenih spisa sa putovanja po dalekom istoku, Kini, Japanu i Mongoliji (Kroz Kinu (1930) i Po Japanu i Mongoliji (1938)), u kojima je ostavio precizno pisano svedočanstvo o zemljama koje je posetio, i o tome kako su one nekada izgledale i kako je izgledalo putovati kroz njih.
O njegovom delu i radu, kao i o književnim delima koje je za sobom ostavio, ostaće zabeleženo da je:
...svojim obrazovanjem, iskustvom i stvaralaštvom višestruko je nadrastao provincijalni duh sredine u kojoj se rodio, ali nije bio usamljen u tome jer je odrastao u skupini rođenih krajem 19. stoleća koji su, blagodareći Gimnaziji, krenuli ne samo u Prestonicu, već i daleko izvan granica svoje zemlje. Pored osobenosti svog životnog puta Velimirović se od ostalih izdvaja i po obuhvatu svojih sećanja koje je ostavio.
Uspomene Milutina Velimirovića danas se čuvaju u Arhivu SANU. Hronološki se odnose na period od rođenja autora, 1893. godine do 1944. godine, osim perioda od 1918. do 1935. godine koji nije obrađen.

## Bibliografija
- Po Japanu i Mongoliji, Francusko srpska knjižara A.M. 1936.
- Srbija posle Sarajevskog atentata 1914. Pirot, Niš, Solunski front, Beograd... Ćir. 186
- “Do kraja sveta i nazad - Sećanja jednog lekara iz Pirota 1893-1918”. Narodna biblioteka Pirot, 2015.

## Literatura
- Ранко Баришић, „Сећање прим. др Милутина Велимировића на ратне и здравствене прилике у Србији у току Првог светског рата“, Архив за историју здравствене културе Србије, 1990/91, бр. 1–2, Београд 1990, 127–134
- Гојко Антић, Велимировићи. Књижевна баштина, Андријевица 1996, 203–233